# La Estrella (Panama)
Pour les articles homonymes, voir La Estrella.
La Estrella est un corregimiento situé dans le district de Bugaba, province de Chiriquí, au Panama. En 2010, la localité comptait 4 665 habitants.